# Sątopy (województwo warmińsko-mazurskie)
Sątopy (niem. Santoppen) – wieś w Polsce położona w województwie warmińsko-mazurskim, w powiecie bartoszyckim, w gminie Bisztynek, przy drodze z Reszla do Bisztynka. Wieś znajduje się w historycznym regionie Warmia.

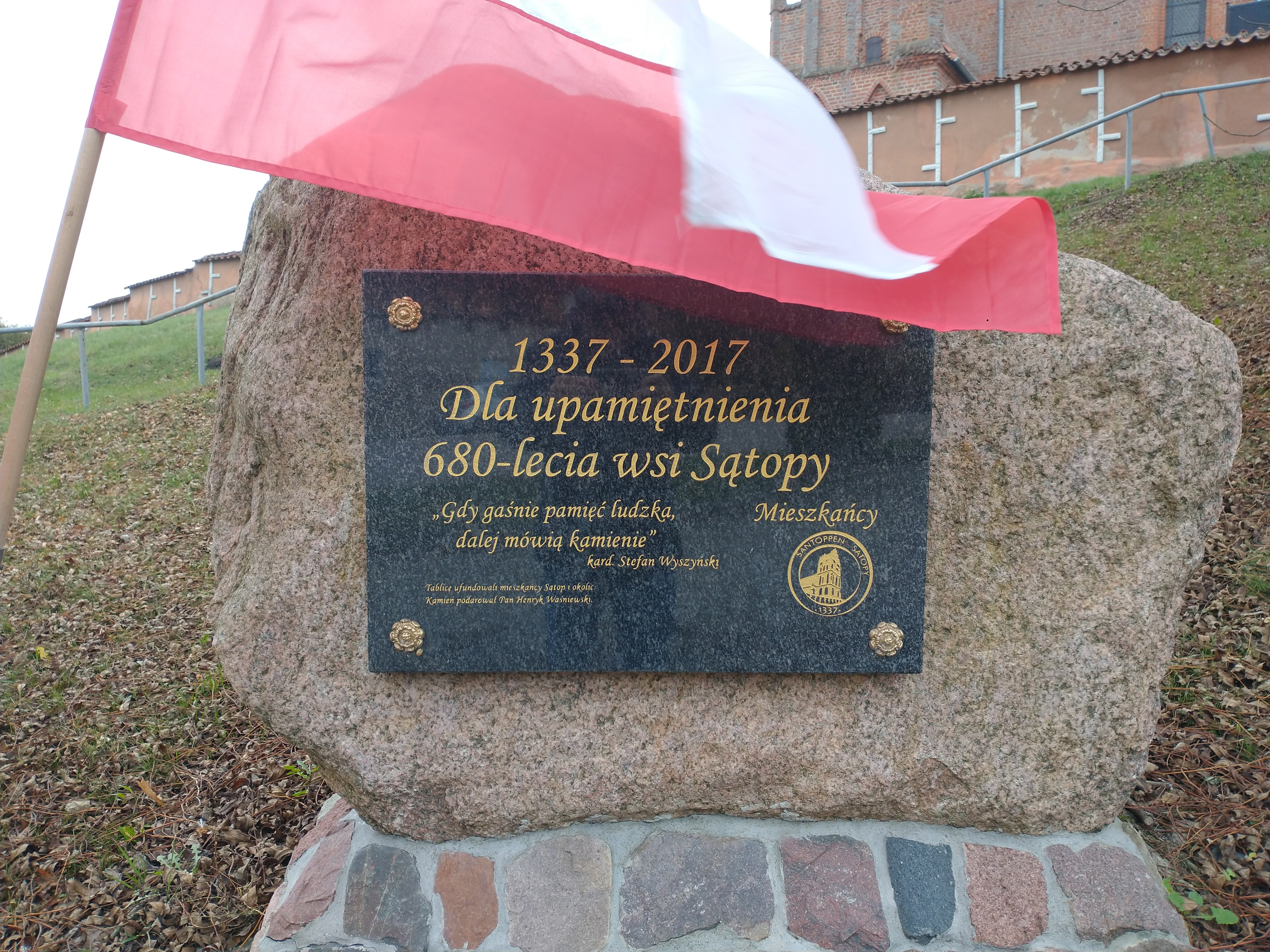
Kamień upamiętniający 680-lecie wsi

## Historia wsi

### Początki wsi
Wieś lokowana została 2 lutego 1337 przez prepozyta kapituły warmińskiej Jana i wójta warmińskiego Henryka z Lutr. Nazwa wsi pochodzi od nazwiska zasadźcy Prusa Santopa. W roku 1337 jako odbiorca przywileju lokacyjnego otrzymał on 60 włók ziemi na prawie chełmińskim. Sątopy były w tym czasie wsią pruską.
Po wystawieniu przywileju przystąpiono do budowy kościoła. W XIV i w połowie XV wieku funkcję proboszcza pełnili: Arnoldus, Jan Wartenberg, późniejszy biskup warmiński Henryk Voglesang, Laurenty Reynkomis, Bartłomiej de Leunenburg.
Dekretem biskupa warmińskiego Hermana dochody z parafii w Sątopach przeznaczone były na utrzymanie katedry we Fromborku. Decyzja biskupa Hermana obowiązywała do 1772 r.
We wsi została otwarta szkoła parafialna, najprawdopodobniej razem z powstaniem kościoła. W 1789 roku funkcję nauczyciela i zarazem organisty sprawował Jan Malecki.
Miejscowość została nawiedzona przez epidemię dżumy, nie znamy jednak liczby ofiar.
W 1783 roku Sątopy składały się z 49 domów. W połowie XIX wieku do miejscowej parafii należały wsie: Koprzywnik, Nisko, Świdrówka, Tarniny, Wojkowo.

### 28 sierpnia 1914 r.
Rosyjscy żołnierze podczas I wojny światowej wycofujący się po klęsce pod Tannenbergiem w zemście rabowali i palili napotkane miejscowości. W Sątopach w pobliżu gospody stojącej niegdyś u podnóża wzgórza kościelnego kozacy rozstrzelali 16 cywilów – mieszkańców Sątop, Warpun, Wojkowa i nauczyciela gimnazjum z Reszla. Tego samego dnia zastrzelono też proboszcza parafii w Sątopach Wernera. Jego ciało pochowano jednak w innym niż pozostałych miejscu. Masowy grób na cmentarzu parafialnym w Sątopach nie był pierwotnym miejscem pochówku rozstrzelanych mieszkańców. Pierwotnie cywilów pochowano w jednym z ogrodów we wsi, w masowym grobie, który oznaczono roślinami ułożonymi w kształt Żelaznego Krzyża. Dopiero po upływie kilku lat szczątki ekshumowano i przeniesiono na cmentarz.

### Po II wojnie światowej
Po II wojnie światowej kościół w Sątopach był kościołem filialnym parafii w Unikowie, a obecnie jest samodzielną parafią.
W latach 1975–1998 miejscowość położona była w województwie olsztyńskim. Wieś w czasach PRL była chłopską enklawą na pegerowskich terenach.

## Szkolnictwo
We wsi znajduje się Szkoła Podstawowa im. Marii Konopnickiej

## Religia
We wsi znajduje się siedziba parafii rzymskokatolickiej. Sątopy dodatkowo znajdują się w parafii greckokatolickiej w Reszlu i parafii prawosławnej w Korszach.

## Demografia

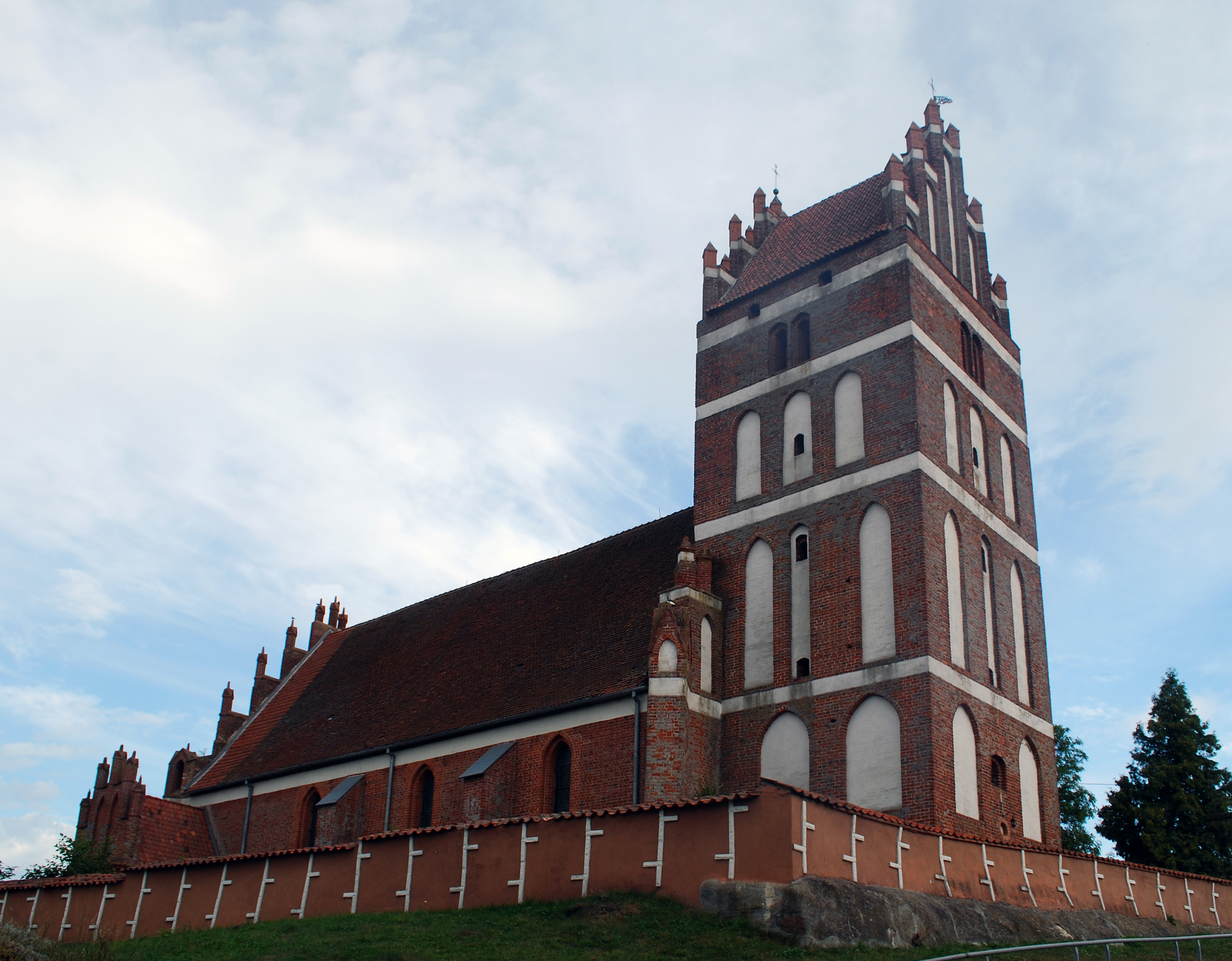
Kościół w Sątopach

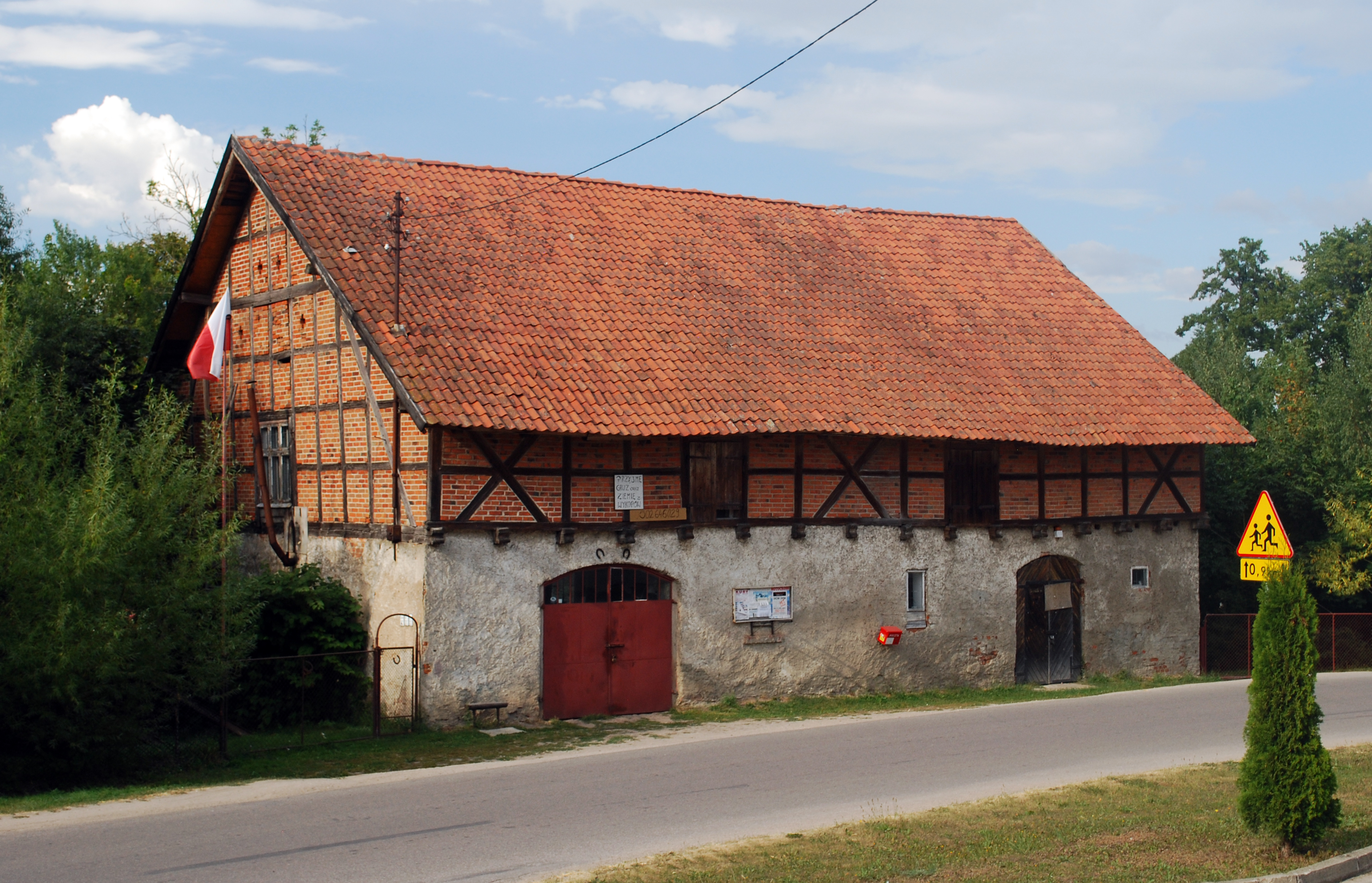
jeden ze starszych zachowanych budynków w miejscowości

Zmiany w liczbie ludności Sątop
- 1820 r. – 375 osób[4]

- 1848 r. – 360 osób[4]

- 1939 r. – 563 osoby[4]
- 2011 r. – 1220 osób[6]

## Zabytki
- kościół wzniesiony w połowie XIV wieku, rozbudowany w latach 1884–1886[4][7] Osobny artykuł: Kościół św. Jodoka w Sątopach.
- plebania z końca XVIII wieku[4][7]
- cmentarz przykościelny[4][7]
- 3 tradycyjne kapliczki warmińskie[4]

## Osoby związane z miejscowością
- Henryk IV Vogelsang – biskup warmiński w latach 1401–1415, proboszcz parafii w Sątopach
- Fabian Emmerich – duchowny rzymskokatolicki, kanonik dobromiejski, lekarz kapitulny, proboszcz miejscowej parafii.